# Lucy Skaer
Lucy Skaer (Cambridge, 1 de enero de 1975) es una artista británica contemporánea que trabaja con escultura, cine, pintura y dibujo. Su trabajo ha sido expuesto internacionalmente. Skaer es miembro del colectivo de artistas Henry VIII's Wives y ha expuesto con ellos una serie de obras.

## Trayectoria
Skaer nació en Cambridge y estudió Bellas Artes en Escuela de arte de Glasgow.
Las obras de Lucy Skaer a menudo representan relaciones entre la abstracción y la naturaleza material directa de los objetos. Muchas de sus obras son réplicas de objetos históricos que se traducen y recontextualizan en nuevos medios. El trabajo de Skaer ha tenido un compromiso particularmente fuerte con imágenes y objetos históricos que representan la arqueología, la ecología, el paisaje inglés, el Imperio Británico y la arquitectura neolítica como su instalación de 2008, The Siege.
Gran parte del trabajo de Skaer también consiste en objetos que interactúan con los espacios públicos y los modifican. En una pieza, tomó un adoquín en la calle Buchanan de Glasgow y luego hizo que el conde de Glasgow colocara ceremoniosamente un reemplazo, mientras que en una pieza basada en Ámsterdam, dejó un diamante y un escorpión uno al lado del otro en un pavimento También ha escondido en secreto pupas de mariposas y polillas en los tribunales penales con la esperanza de que eclosionen en medio del juicio.[cita requerida]

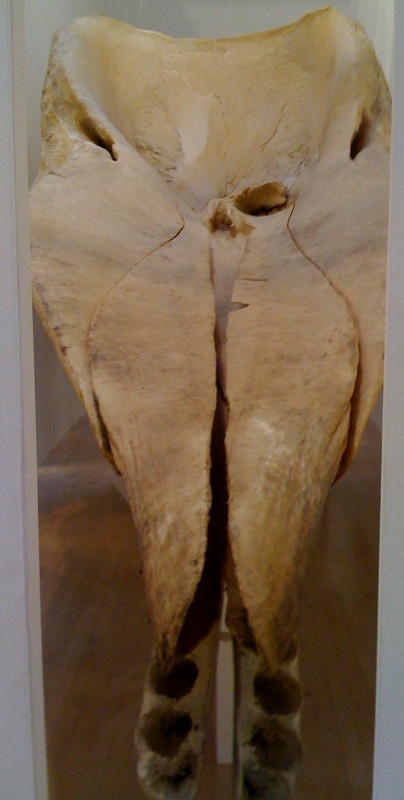
Lucy Skaer Cráneo de cachalote de 'Leviathan Edge' mostrado en Tate Britain

En 2003, Skaer fue preseleccionado para el premio Beck's Futures. En 2008, Skaer fue objeto de una retrospectiva de sus obras desde 2001 en la Fruitmarket Gallery de Edimburgo, Escocia, que incluía obras recién encargadas. Se publicó un libro monográfico completo para acompañar la exposición. En abril de 2009, Skaer fue preseleccionada para el prestigioso Premio Turner por las esculturas Black Alphabet (26 esbeltas esculturas hechas de polvo de carbón con la forma de Bird in Space de Constantin Brâncuși) y Leviathan Edge, una instalación que incluía el cráneo de un cachalote, dibujos y esculturas. (Perdió ante el artista con sede en Glasgow Richard Wright).
Skaer ha realizado una serie de películas de 16 mm con la artista británica Rosalind Nashashibi, incluido Flash in the Metropolitan en 2006, que muestra los artefactos y las obras de arte del Museo Metropolitano de Arte de Nueva York tal como aparecían en una luz tenue del museo interrumpida por el destellos de una luz estroboscópica. Los dos han colaborado en las películas Our Magnolia y Pygmalion Event, así como en varias otras.[cita requerida]
Vive y trabaja en Glasgow y Londres.

## Exposiciones
- 52.ª Bienal de Venecia, Espectáculo escocés, 2007
- Fruitmarket Gallery, Edimburgo, 2008
- Exposición del Premio Turner, Finalista, 2009[8]
- "Un barco utilizado como embarcación", Kunsthalle Basel, Basilea, Suiza, abril de 2009 - junio de 2009.[7]
- "Rachael, Peter, Caitlin, John". Ubicación uno, Nueva York, 2010.
- Rosalind Nashashibi/ Skaer, (películas colaborativas) Murray Guy, 2010[9]
- "Reanimación. Nashashibi/Skaer". Museo de Arte Carnegie, Pittsburgh, Pensilvania, 2010.
- El Centro Pompidou, 2010.
- "Película para un proyector abandonado". Leeds, Reino Unido, 2011.[10]
- "Arlequín es como lo hace Arlequín". Murray Guy, Nueva York, 2012.[11]
- "Escena, espera, balasto", SculptureCenter, Nueva York, 2012.
- "Flash in the Metropolitan", Museo Metropolitano de Arte, Nueva York, 2012.[12]
- Mount Stuart House, Escocia, junio-octubre de 2013.
- Yale Union, Portland, Oregón, julio-septiembre de 2013.
- "Lucy Skaer, fuentes disponibles", KW, Berlín, octubre de 2017 - enero de 2018.[13]
- "Lucy Skaer: The Green Man", Talbot Rice Gallery, Edimburgo, 26 de julio - 6 de octubre de 2018.[14]